# Drypetes dussii
Drypetes dussii là một loài thực vật có hoa trong họ Putranjivaceae. Loài này được Krug & Urb. mô tả khoa học đầu tiên năm 1892.